# Manifestations de 2022 en Équateur

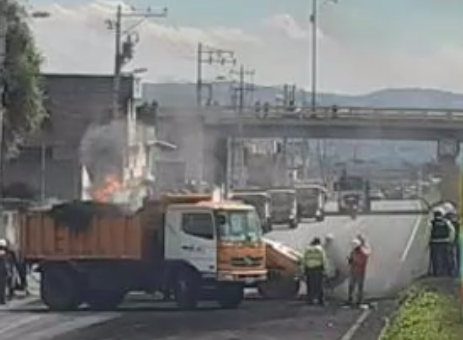

Les manifestations de 2022 en Équateur sont une série de mouvements de protestation qui se déroulent dans tout l’Équateur pour dénoncer l'inflation et s'opposer au gouvernement du président Guillermo Lasso.

## Historique
La contestation, qui découle de « l’exclusion sociale structurelle des peuples autochtones en Équateur » et de la hausse des prix, est principalement menée par la Confédération des nationalités indigènes de l'Équateur (Conaie), et par des collectifs étudiants et travailleurs. 
La Conaie a dressé une liste de dix revendications adressées au gouvernement. Au premier rang d’entre elles figure la réduction du prix des combustibles et d’autres demandes d'ordre socio-économique, notamment un moratoire d'un an sur le remboursement des prêts bancaires pour les plus modestes, une politique de contrôle des prix agricoles et une hausse des budgets de la santé et de l'éducation. 
Le gouvernement instaure l'état d’urgence dans six provinces, dont la capitale. Il s’accompagne d’un imposant dispositif sécuritaire, ainsi que d’un couvre-feu nocturne. Six manifestants ont été tués entre le 13 et le 24 juin, 92 ont été blessés et une centaine arrêtés.
Le chef de file du mouvement, Leonidas Iza, chef de la Conaie, est arrêté le 14 juin par la police mais la justice ordonne par la suite sa libération. 
L'opposition de gauche au Parlement présente une demande de destitution du président Lasso pour « troubles intérieurs ». Cette mise en accusation nécessite 92 voix sur 137 pour être adoptée. Le président conservateur, fragilisé par un taux de popularité de seulement 17 %, est soutenu par l'armée qui a mis en garde les manifestants, les accusant de représenter un « grave danger » pour la démocratie.
Après deux semaines de contestation, Guillermo Lasso accepte le 25 juin de négocier avec les manifestants et se déclare disposé à abroger l'état d'urgence.